# La Capelle-Bonance
La Capelle-Bonance (okzitanisch: La Capèla Bonança) ist eine französische Gemeinde mit 91 Einwohnern (Stand: 1. Januar 2022) im Département Aveyron in der Region Okzitanien. Sie gehört zum Arrondissement Rodez und zum Kanton Tarn et Causses. Die Einwohner werden Capelains genannt.

## Geographie
La Capelle-Bonance liegt im Tal des Flusses Lot im südlichen Zentralmassiv, zwischen der Hochebene Causse de Sévérac im Süden und der Aubrac im Norden. Die Landschaft ringsum wird auch Pays d’Olt genannt. Das Gemeindegebiet gehört zum Regionalen Naturpark Grands Causses. Umgeben wird La Capelle-Bonance von den Nachbargemeinden Saint Geniez d’Olt et d’Aubrac im Westen und Norden, Pomayrols im Norden und Nordosten, Saint-Laurent-d’Olt im Osten, Campagnac im Südosten sowie Saint-Saturnin-de-Lenne im Süden.

## Einwohnerentwicklung
| Jahr                       | 1962 | 1968 | 1975 | 1982 | 1990 | 1999 | 2006 | 2019 |
| Einwohner                  | 217  | 202  | 143  | 139  | 129  | 95   | 89   | 83   |
| Quellen: Cassini und INSEE |      |      |      |      |      |      |      |      |

## Sehenswürdigkeiten

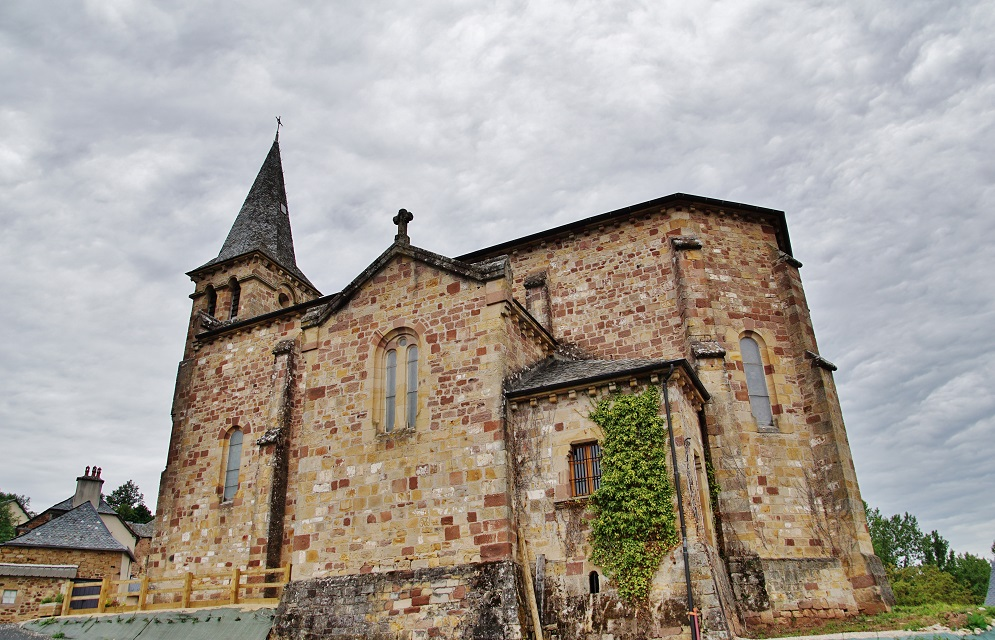
Kirche Notre-Dame

- Kirche Notre-Dame